# Xie Wenjun
Xie Wenjun (谢 文骏T, 謝 文駿S, Xiè WénjùnP; Shanghai, 11 luglio 1990) è un ostacolista cinese, specializzato nei 110 metri ostacoli.

## Biografia
Xie è attivo nelle competizioni di 110 metri ostacoli sin dal 2006 a livello nazionale, per debuttare internazionalmente ha dovuto attendere il 2009, partecipando alle Universiadi di Belgrado. Sulla platea internazionale ritorna con costanza a partire dal 2012, conquistando la semifinale dei Giochi olimpici di Londra 2012. Negli anni seguenti oltre ad aver preso parte alle Olimpiadi di Rio de Janeiro 2016, ha preso parte a numerose edizioni outdoor e indoor dei Mondiali, arrivando in finale solo nel 2019 in Qatar. A livello continentale è ripetutamente andato sul gradino più alto del podio ai Giochi asiatici di Incheon, e quattro anni più tardi a Giacarta.

## Palmarès
| Anno | Manifestazione      | Sede           | Evento   | Risultato  | Prestazione | Note                          |
| ---- | ------------------- | -------------- | -------- | ---------- | ----------- | ----------------------------- |
| 2009 | Universiadi         | Belgrado       | 110 m hs | Semifinale | 13"93       |                               |
| 2012 | Giochi olimpici     | Londra         | 110 m hs | Semifinale | 13"34       | Miglior prestazione personale |
| 2013 | Mondiali            | Mosca          | 110 m hs | Batteria   | 13"59       |                               |
| 2014 | Mondiali indoor     | Sopot          | 60 m hs  | Semifinale | 7"71        |                               |
| 2014 | Giochi asiatici     | Incheon        | 110 m hs | Oro        | 13"36       |                               |
| 2015 | Campionati asiatici | Wuhan          | 110 m hs | Oro        | 13"56       |                               |
| 2015 | Mondiali            | Pechino        | 110 m hs | Semifinale | 13"39       |                               |
| 2016 | Mondiali indoor     | Portland       | 60 m hs  | Semifinale | 7"90        |                               |
| 2016 | Giochi olimpici     | Rio de Janeiro | 110 m hs | Batteria   | 13"69       |                               |
| 2017 | Mondiali            | Londra         | 110 m hs | Semifinale | 13"36       |                               |
| 2018 | Mondiali indoor     | Birmingham     | 60 m hs  | Semifinale | 7"76        |                               |
| 2018 | Giochi asiatici     | Giacarta       | 110 m hs | Oro        | 13"34       |                               |
| 2019 | Campionati asiatici | Doha           | 110 m hs | Oro        | 13"21       |                               |
| 2019 | Mondiali            | Doha           | 110 m hs | 5º         | 13"29       |                               |
| 2021 | Giochi olimpici     | Tokyo          | 110 m hs | Semifinale | 13"58       |                               |
| 2022 | Mondiali            | Eugene         | 110 m hs | Batteria   | 13"58       |                               |

## Altre competizioni internazionali
2014
- 4º in Coppa continentale ( Marrakech), 110 m hs - 13"44